# Daniel Bertoni
Ricardo Daniel Bertoni (Bahía Blanca, 14 maart 1955) is een Argentijns gewezen voetballer die speelde als rechtsbuiten. Hij won met Argentinië het WK 1978 en was op clubniveau zeer succesvol bij Independiente in de jaren 70.

## Loopbaan
Bertoni begon met voetballen bij tweedeklasser Quilmes AC, waar hij als 16-jarige debuteerde in het eerste elftal. Later vertrok hij naar Independiente, waar hij een prominente speler werd. Met de club werd Bertoni eenmaal landskampioen en won hij zeven internationale prijzen. Hij werd gekenmerkt door zijn kracht, vermogen en tweebenigheid.
Bertoni's prestaties bij Independiente zorgden ervoor dat hij werd opgenomen in de selectie van Argentinië voor het WK 1978. Hij scoorde in de finale tegen Nederland de bevrijdende 3-1 in de verlenging en zodoende werd zijn land voor het eerst wereldkampioen.
Na het WK werd Bertoni voor 70 miljoen peseta verkocht aan Sevilla, wat hem de duurste aankoop in de clubgeschiedenis maakte. Hij kwam in zijn eerste seizoen tot 25 wedstrijden waarin hij achtmaal doel trof. Het volgende seizoen was hij succesvoller en scoorde hij 16 doelpunten in 32 optredens.
In 1980 vertrok hij naar Italië waar hij uitkwam voor achtereenvolgend Fiorentina, Napoli en Udinese.

## Erelijst

### Club
Independiente
- Primera División (Argentinië) (1): Nacional 1977
- Copa Libertadores (3): 1973, 1974, 1975
- Copa Interamericana (3): 1973, 1974, 1976
- Wereldbeker voetbal (1): 1973

### International
Argentinië
- WK (1): 1978

1 Alonso ·
2 Ardiles ·
3 Baley ·
4 Bertoni ·
5 Fillol ·
6 Gallego ·
7 L. Galván ·
8 R. Galván ·
9 Houseman ·
10 Kempes ·
11 Killer ·
12 Larrosa ·
13 La Volpe ·
14 Luque ·
15 Olguín ·
16 Ortiz ·
17 Oviedo ·
18 Pagnanini ·
19 Passarella  ·
20 Tarantini ·
21 Valencia ·
22 Villa ·
Coach: Menotti